# Quirze Elias Chavara
Quirze Elias Chavara, CMI (10 de febrer de 1805 - 3 de gener de 1871) fou un sacerdot i reformador social catòlic indi. És el primer sant home catòlic canonitzat d'origen indi. Pertanyia a l'Església catòlica siro-malabar, una església catòlica oriental amb seu a l'estat de Kerala.
Va ser cofundador i primer prior general de la primera congregació per a homes de l'Església catòlica siro-malabar, que es coneix com a Carmelites de Maria Immaculada (CMI), i d'una de similar per a dones, la Congregació de la Mare de Carmel (CMC). També va impulsar institucions educatives que acceptaven a tothom, desafiant el sistema de castes, i on s'oferia menjar, una pràctica que després es va estendre també a les escoles públiques.

## Joventut
Va néixer el 10 de febrer de 1805 amb el nom de Kuriakose Elias Chavara a Kainakary, Kerala, en una família cristiana Nasrani, fill de Iko (Kuriakose) Chavara i Mariam Thoppil. Els nasranis són els antics cristians de Kerala batejats per l'apòstol Tomàs al segle i. El nom Kuriakose deriva del nom arameu siríac ܩܘܪܝܩܘܣ (Quriaqos). Va ser batejat el 17 de febrer de 1805 a l'església catòlica de Saint Joseph Syro-Malabar, a Chennamkary. El 8 de setembre de 1805, Chavara va ser dedicada a la Santíssima Mare de Déu.
Va assistir a l'escola del poble on va estudiar llenguatge i ciències elementals. Va ingressar al seminari el 1818 a Pallipuram, on Palackal Thoma Malpan era el rector. Va ser ordenat sacerdot el 29 de novembre de 1829 i va celebrar la primera missa a l'església de Sant Andreu, Arthunkal Alappuzha.
Juntament amb els també sacerdots Palackal Thoma Malpan i Porukara Thoma Kathanar van decidir fer vida monàstica. El nom de la comunitat que van fundar era Servents de Maria Immaculada. Les bases del primer monestir de Mannanam van ser posades l'11 de maig de 1831 per Porukara Thomas Kathanar. Palackal Malpan i Porukara Kathanar van morir el 1841 i el 1846 respectivament. El 8 de desembre de 1855, Kuriakose Elias Chavara i deu sacerdots més van fer vots segons la tradició carmelitana. Va ser nomenat prior general del monestir de Mannanam. La congregació es va afiliar com a institut de Tercera Ordre de l'Orde dels Carmelites Descalços. A partir d'aquest moment van utilitzar les inicials postnominals de TOCD

## Reformador social

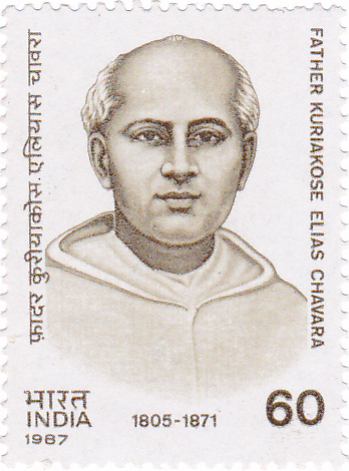
Un segell de l'Índia del 1987 amb un dibuix d'ell.

Va ser un reformador social que va iniciar reformes a la societat de Kerala molt abans que Narayana Guru (1853) Chattambi Swamikal (1853) i Vakkom Abdul Khadar Maulavi (1854). Tot i que provenia d'una família cristiana siríaca, que ocupava un estatus social més elevat, va tenir un paper important en l'educació, especialment dels més pobres.

### Educació
Va iniciar una institució per a estudis de sànscrit a Mannanam el 1846. Va portar de Thrissur un tutor de la comunitat Variar per ensenyar. També va prendre la iniciativa d'iniciar una escola en un poble proper anomenat Arpookara per als conversos de la casta Pulaya ." Chavara va ser el primer indi que no només es va atrevir a admetre els intocables a les escoles, sinó que també els va proporcionar una educació en sànscrit que estava prohibida a les castes inferiors, desafiant així les prohibicions socials basades en la casta, ja a principis del segle xix.
El bisbe Bernadine Baccinelly va publicar una circular el 1864 que exigia l'establiment d'escoles a cada parròquia per fomentar l'alfabetització. Kuriakose va tenir molt interès a implementar la circular. Cada monestir havia de supervisar aquestes activitats de les esglésies parroquials del seu barri.

### Menjar a l'escola
Perquè les escoles que va començar a Mannanam i Arpookara tinguessin èxit va començar a donar menjar als estudiants pobres, especialment als dalits. Va ser la seva idea original. Va inspirar al govern indi a implemenatar-ho en totes les escoles governamentals. Aquesta pràctica es continua encara a principis del segle XXI.
Va impulsar la pràctica benèfica coneguda com Pidiyari (un grapat d'arròs) per animar la gent a fer petites donacions diàries que ajudessin a donar menjar als nens pobres de les escoles. Els participants reservaven diàriament una petita quantitat d'arròs en una olla de recollida especial. L'arròs es portava a l'Església durant els caps de setmana i s'utilitzava per alimentar els pobres, especialment els estudiants per menjar al migdia. Va impulsar l'organització "Unnimishihayude Dharma Sabha", que es va encarregar de la col·lecció Pidiyari.

### Impremta
També va iniciar el 1846 una impremta coneguda com St. Joseph's Press a Mannanam, que va ser la tercera impremta de Kerala i la primera impremta fundada per un malayali sense l'ajut d'estrangers. D'aquesta impremta va sortir el diari malayalam més antic existent en circulació, el Nasrani Deepika.

## Servei a l'Església
Va introduir la predicació del recès espiritual per als laics a l'església de Kerala. Va popularitzar les devocions i els exercicis de pietat com el rosari, el camí de la creu o viacrucis i l'adoració eucarística. Va ser vicari general dels catòlics de ritu siríac el 1861 per contrarestar la influència de Mar Thomas Rochos en els cristians de Sant Tomàs.

### Congregació per a homes
En cooperació amb Palackal Thoma Malpan i Thoma Porukara, va fundar una congregació religiosa índia per a homes, coneguda com a Carmelites de Maria Immaculada (CMI). Va fer vots religiosos el 8 de desembre de 1855 i va prendre el nom de Kuriakose Elias de la Sagrada Família.
Va ser el prior general de tots els monestirs de la congregació des del 1856 fins a la seva mort el 1871. Normalment se l'anomenava amb el nom de «Prior comú». Les activitats dels membres de la congregació CMI sota el seu lideratge de Chavara van impulsar una transformació de la societat. Això va fer que sacerdots i gent propera demanessin obrir cases religioses a la seva zona. Va establir set nous monestirs a més de Mannanam. Es tracta de Koonammavu el 1857, Elthuruth (St. Aloysius College, Thrissur) el 1858, Plasnal el 1858, Vazhakulam el 1859, Pulincunnu el 1861, Ambazhakad el 1868 i Mutholy el 1870. El 1864, el vicari apostòlic el va traslladar al monestir de Koonammavu.

### Congregació per a dones
El 13 de febrer de 1866, Kuriakose Elias Chavara va fundar el primer convent carmelita per a dones a Koonamavu amb el nom de "Tercer Ordre de Carmelites Descalços", que posteriorment es convertiria en la Congregació CMC i CTC a l'església Syro Malabar i a l'Església Llatina respectivament. Tot i que la congregació CMC reconeix i defensa el paper de Kuriakose Chavara en la seva fundació, la congregació de la CTC li nega qualsevol paper i considera a la mare Eliswa com a fundadora.
Va escriure que la manca de convents per a dones era una "situació patètica" que li provocava una profunda pena. Va concebre el covent com una casa de santedat on les noies podien aprendre qüestions espirituals, créixer com a bones cristianes i treballar pel desenvolupament intel·lectual i l'educació de les dones per aconseguir el benestar social. Chavara no només tenia un desig profund i durador d'establir un convent per a germanes, sinó que també havia fet tots els esforços possibles, incloent-hi l'orientació espiritual i administrativa en la realització del projecte.

## Escrits
Totes les obres literàries van ser escrites entre 1829 i 1870. Els escrits literaris reflecteixen l'espiritualitat cristiana però té poques referències a altres obres cristianes.
Els escrits es poden dividir generalment en cròniques i escrits històrics, escrits espirituals, cartes, textos d'oració, escrits sobre litúrgia i escrits relacionats amb l'administració.

### Cròniques i escrits històrics
Nalagamangal exposa els esdeveniments diaris del monestir i la societat. Aquests escrits es van trobar originalment en malayalam, amb la seva lletra. Hi ha dos manuscrits sota el títol "Mannanam Nalagamangal". El llibre "Obres completes de Chavara", vol. 1 publicat el 1990 conté cinc Cròniques.

### Escrits espirituals
Atmanuthapam o Les lamentacions d'una ànima penedida és un poema autobiogràfic escrit en estil èpic sobre la vida de Jesús. Reflecteix la filosofia de vida de Kuriakose Chavara, que al seu torn exemplifica una vida religiosa cristiana.
Maranaveetil Cholvanulla Parvam o Un poema que es cantarà a la casa en pena és un poema de poema de 1162 versos que es pot cantar quan es col·loca el corpus al fèretre per a un homenatge públic. El missatge subjacent és que s'ha de portar una vida virtuosa i temerosa de Déu per superar la dolorosa experiència de la mort.
Nalla Appante Chavarul o Testament d'un pare estimat és un text pràctic per assessorar les famílies cristianes de la parròquia de Kainakari.
Anastasiayude Rakthasakshyam o El martiri d'Anastacia conté 232 versos.
Dhyana Sallapangal o col·loquis en meditació són notes meditatives reflexives.
Les Eclogues o Èglogues van ser les primeres obres dramàtiques en malayalam del gènere pastoral o Eglogues. Eren obres escrites per representar-se durant la temporada de Nadal. Kuriakose Chavara les va escriure entre 1856 - 1858. En va escriure deu pel noviciat del seminari Koonammavu. El primer drama indi és Neeldarpan, publicat el 1860 i escrit en bengalí per Dinabandhu Mitra sobre les misèries dels cultivadors de l'indigo. La primera obra de teatre malayalam es considera Abhinjana Shakuntalam, traduïda al malayalam per Kerala Verma Valiakovil Thampuran el 1882. Kuriakose Chavara va escriure els deu eclogues o drames litúrgics dècades abans. Es podria considerar el pare del drama malayalam.

### Cartes
Es conserven 67 còpies originals de les cartes dirigides a diverses persones. Es van publicar a les «Obres completes de Chavara», vol. IV.

### Textos de pregària
Va escriure molts textos per fer oració però només se n'han conservat sis. Són El mètode d'inici de la meditació, que és una pregària intercessòria a la mare Maria que busca ajuda per fer meditació; Oració a la Santíssima verge Maria, que dona gràcies per les benediccions rebudes de la mare Maria; Oració del matí a la Santíssima Trinitat d'acció de gràcies; Oració nocturna a la Santíssima Trinitat d'acció de gràcies; Oració per la custòdia dels ulls per demanar ajuda perquè els sacerdots mantinguin la fidelitat a Jesucrist, i Oració que recitaran els sacerdots.

### Escrits sobre litúrgia
Va escriure diversos textos litúrgics que van tenir un paper important en la reforma de la litúrgia. Inclouen l'ofici diví per als sacerdots, l'ofici diví per als difunts, l'ofici de la beneïda verge Maria, oracions de diverses benediccions, l'ordre de la Santa Missa - Tukasa, calendari litúrgic, adoració de quaranta hores i llibres de pregària per als laics.

### Escrits relacionats amb l'administració
En aquesta categoria hi ha 16 escrits que s'han conservat. Alguns d'ells estan escrits en fulles de palmera i d'altres en paper. Tracta de qüestions relatives a qüestions administratives relatives a l'època de Chavara.

## Mort
Kuriakose Elias Chavara va morir el 3 de gener de 1871, als 66 anys, a Koonammavu. Va ser enterrat a l'església Forane de St. Philomena, Koonammavu. El seu cos va ser traslladat posteriorment a l'església del monestir de St. Joseph a Mannanam. El seu memorial se celebra el 3 de gener segons el calendari litúrgic siro-malabar. mentre que la seva memòria se celebra el 18 de febrer segons el calendari litúrgic romà del ritu llatí.

## Canonització
La intercessió de Kuriakose Chavara va reportar una sèrie de favors miraculosos. Alfonsa Muttathupadathu, que després es va convertir en el primer sant de l'Índia, va declarar el 1936 que Kuriakose Elias Chavara li havia aparegut dues vegades durant la malaltia i li va alleujar el patiment. Alphonsa tenia una sagrada relíquia dels cabells de Chavra que va ser presa per un dels seus deixebles Varkey Muttathupadathu i que, segons ella, li permetia pregar a Kuriakose Chavara i rebre una cura miraculosa. La relíquia es conserva ara a Mannanam. El miracle que Roma va aprovar per a la beatificació de Kuriakose Chavara va ser la cura de la deformitat congènita de les cames (Peu equinovar) de Joseph Mathew Pennaparambil, que es va produir l'abril de 1960. Va ser una cura repentina. Kuriakose Elias Chavara va ser beatificat a Kottayam el 8 de febrer de 1986 pel papa Joan Pau II en el transcurs d'una visita papal a l'Índia.
El 3 d'abril de 2014, el Papa Francesc autoritzar la Congregació per a les Causes dels Sants a promulgar els decrets sobre el miracle atribuït a la intercessió de Kuriakose Kathanar. Això va confirmar l'aprovació del papa per la canonització. El 23 de novembre de 2014, va ser canonitzat a Sant Pere del Vaticà juntament amb Rosa Eluvathingal.
El miracle que es va aprovar per a la canonització va ser la cura instantània, total i estable de l'esquena congènita (esotropia alternant) en els dos ulls de Maria Jose Kottarathil, una nena catòlica de 9 anys de Pala, al districte de Kottayam, a l'estat de Kerala. a l'Índia. Tot i que cinc metges van suggerir que Maria fos operada, Maria i la seva família van decidir pregar a Kuriakose Chavara. El 12 d'octubre de 2007, Maria va visitar la sala i la tomba de Kuriakose Chavara a Mannanam amb els seus pares i el 16 d'octubre de 2007, els ulls entrecreuats van desaparèixer. El miracle va ser aprovat per la Congregació per a les Causes dels Sants el 18 de març de 2014, que va conduir a la canonització.

## Museus
Hi ha alguns espais amb exposicions relacionades amb Quirze Elias Chavara. És el cas del Museu St. Chavara, Centre d'Arxius i Recerca, de Mannanam. Consta de la sala que va allotjar, dels articles que va fer servir, dels documents que va escriure, de la rèplica de la premsa que va fundar, de la primera escola que va començar i, sobretot, es troba al lloc on va fundar el primer monestir.
El St. Chavara Kuriakose Elias Museum de Koonammavu permet visitar la sala on va morir Chavara i també poden veure diversos articles que ell va utilitzar. Aquest museu està associat a l'església de Sant Filomena de Koonammavu.
El Museu Nacional Chavara de Vazhakulam conté exposicions que consisteixen en un model en miniatura de la casa natal de Chavara, articles que ell va utilitzar i també diversos articles antics.
El Museu i galeria d'art Chavara d'Alappuzha inclou exposicions amb articles que utilitza Chavara, com ara el bressol, la cadira que ell utilitzava a la barca. Una de les exposicions especials és la caixa que es va utilitzar per transferir les restes de Chavara de Koonammavu a Mannanam. També compta amb antigues paraments sagrats, utilitats antigues i caixes. També es mostren diversos llibres sobre Chavara. Un altre atractiu és el model en miniatura de la seva casa natal.